# Deptford
Deptford es un barrio del municipio londinense de Lewisham. Se encuentra a unos 7,5 km (4,7 mi) al este de Charing Cross, Londres, Reino Unido. Histórica y socialmente importante por el astillero de Deptford, ligado a la Royal Navy.